# Aschgraue Felsspiere
Die Aschgraue Felsspiere (Petrophytum cinerascens) ist eine Pflanzenart aus der Gattung Petrophytum in der Familie der Rosengewächse (Rosaceae).

## Merkmale
Die Aschgraue Felsspiere ist ein immergrüner Zwergstrauch, der Wuchshöhen von 7 bis 18 Zentimeter erreicht. Die Blätter sind meist 15 bis 25, selten ab 10 Millimeter lang, meist 2 bis 4, selten bis 5 Millimeter breit, aschgrau und spatelförmig bis verkehrteilanzettlich. Die Blattunterseite ist dreinervig. Der Blütenstandsstiel ist 5 bis 15 Zentimeter lang, der Blütenstand 2 bis 6 Zentimeter. Die Kelchzipfel sind lanzettlich-dreieckig, aufrecht und spitz. Es sind 20 bis 25 Staubblätter vorhanden.
Die Blütezeit reicht von Juni bis August.

## Vorkommen
Die Aschgraue Felsspiere kommt im Nordwesten der USA in den Rocky Mountains auf Basaltfelsen an Steilufern vor.

## Nutzung
Die Aschgraue Felsspiere wird selten als bodendeckende Zierpflanze für Alpinenhäuser genutzt.

## Belege
- Eckehart J. Jäger, Friedrich Ebel, Peter Hanelt, Gerd K. Müller (Hrsg.): Rothmaler Exkursionsflora von Deutschland. Band 5: Krautige Zier- und Nutzpflanzen. Spektrum Akademischer Verlag, Berlin Heidelberg 2008, ISBN 978-3-8274-0918-8.